# Yuma Suzuki
Yuma Suzuki (鈴木 優磨, Suzuki Yuma), né le 26 avril 1996 à Chōshi, est un footballeur japonais. Il évolue au poste d'attaquant aux Kashima Antlers.

## Biographie
Yuma Suzuki dispute la Ligue des champions d'Asie avec le club des Kashima Antlers.
Il participe avec cette équipe à la Coupe du monde des clubs en décembre 2016. Lors de cette compétition, il inscrit un but contre le club colombien de l'Atlético Nacional. Les Kashima Antlers sont battus en finale par le Real Madrid.
Il inscrit huit buts au sein du championnat du Japon lors de l'année 2016.

## Palmarès
- Champion du Japon en 2016 avec les Kashima Antlers
- Vainqueur de la Coupe du Japon en 2016 avec les Kashima Antlers
- Vainqueur de la Coupe de la Ligue japonaise en 2015 avec les Kashima Antlers
- Finaliste de la Coupe du monde des clubs en 2016 avec les Kashima Antlers